# RWTÜV
Der RWTÜV e. V. ist ein technischer Überwachungsverein mit Sitz in Essen. Unter dem Namen RWTÜV ist heute eine Unternehmensgruppe mit einem Umsatz von über 200 Mio. Euro gebündelt, die in den Geschäftsfeldern Versicherungsservice, Telekommunikation sowie Energie & Umwelt operativ tätig ist.
Der Rheinisch-Westfälische Technische Überwachungsverein e. V. geht auf den Kesselrevisionsverein in Siegen und andere Dampfkesselüberwachungsvereine im 19. Jahrhundert zurück. Durch Zusammenschluss entstand 1939 der Technische Überwachungsverein Essen e. V. Im Jahre 1969 erhielt der Verein die heutige Bezeichnung. Bei ihm sind über 2.000 Unternehmen aus Industrie und Wirtschaft Mitglied. Das operative Geschäft des RWTÜV e. V. wurde 1993 auf die RWTÜV AG – heute RWTÜV GmbH – überführt.
Im Jahre 2004 gründeten der RWTÜV e. V. mit dem Technischen Überwachungsverein TÜV Nord e. V., Hamburg und dem TÜV Hannover/Sachsen-Anhalt e. V. die TÜV Nord GmbH (seit 2005: TÜV NORD AG). Mit 36,1 % ist die RWTÜV GmbH eine der drei Gesellschafterinnen der TÜV Nord AG.
Die RWTÜV-Gruppe operiert mit rund 1.700 Beschäftigten in drei Geschäftsfeldern. Auf Dienstleistungen für Versicherungen, die in der van-Ameyde-Gruppe zusammengefasst sind, entfielen im Geschäftsjahr 2020 rund 113 Millionen Euro des Gesamtumsatzes von 186,5 Millionen Euro. Der Geschäftsbereich Telekommunikation, vor allem die Unternehmen der Cetecom-Gruppe und CTC Advanced, setzten knapp 45 Millionen Euro um. Der Geschäftsbereich Energie und Umwelt für Dienstleistungen innerhalb dieser Branchen erreichte einen Umsatz von 29 Millionen Euro.